# Regeringen David Cameron II
David Camerons anden regering blev dannet efter det britiske parlamentsvalg den 7. maj 2015.
Regeringen er en konservativ regering, der har et spinket flertal i Underhuset.
Blandt ministrene er:
- David Cameron, premierminister
- George Osborne, anden skatkammerherre- og finansminister
- Michael Gove, statsrådets Lord Præsident
- Philip Hammond, udenrigsminister
- Theresa May, indenrigsminister
- Iain Duncan Smith, arbejds- og pensionsminister, konservativ partileder i 2001–2003